# VV Девы
VV Девы (лат. VV Virginis) — двойная затменная переменная звезда типа Беты Лиры (EB:) или затменная переменная звезда типа Алголя (EA)* в созвездии Девы на расстоянии приблизительно 753 световых лет (около 231 парсек) от Солнца. Фотографическая звёздная величина звезды — от +13,2m до +11,9m. Орбитальный период — около 0,4461 суток (10,707 часа).
Открыта Павлом Петровичем Паренаго в 1946 году*.

## Характеристики
Первый компонент — жёлтая звезда спектрального класса G6-8,5V, или F0:, или F5:, или A-F. Масса — около 0,816 солнечной, радиус — около 1,16 солнечного, светимость — около 0,896 солнечной. Эффективная температура — около 5807 K.
Второй компонент — оранжевая звезда спектрального класса K. Масса — около 0,395 солнечной, радиус — около 0,84 солнечного. Эффективная температура — около 4668 K.